# Manota yongi
Manota yongi är en tvåvingeart som beskrevs av Heikki Hippa 2006. Manota yongi ingår i släktet Manota och familjen svampmyggor. Inga underarter finns listade i Catalogue of Life.